# Traversing Orbits
Traversing Orbits ist ein Jazzalbum von Mary Halvorson und Joe Morris. Die am 9. April 2018 in The Bunker Studios, Brooklyn, entstandenen Aufnahmen erschienen am 12. November 2018 auf RogueArt.

## Hintergrund
Die Gitarristin Mary Halvorson hat Gewohnheit entwickelt, sich für Aufnahmen neben ihren regulären Bandprojekten bei einer Reihe von Sessions mit anderen Gitarristen zusammenzutun; zu den Ergebnissen zählen Alben wie The Maid with the Flaxen Hair: A Tribute to Johnny Smith (Tzadik Records, 2018) mit Bill Frisell, aber nach Ansicht von John Sharpe auch  Begegnungen mit Miles Okazaki auf Paimon: Mary Halvorson Quartet Play Masada Book Two (Tzadik Records, 2017) und ihr Part in Marc Ribots Quartettalbum Young Philadelphians. Bei der Session mit Joe Morris, ihrem ehemaligen Lehrer, bleiben beide Spieler bei der E-Gitarre, wobei Halvorson die Effektpedale meidet, die sie üblicherweise nutzt.

## Titelliste
- Mary Halvorson/Joe Morris: Traversing Orbits (RogueArt ROG-0083)[2]

1. Brain Draft 2:33
2. Shivering Sunshine 3:49
3. Traces of Three 4:10
4. Silence Invasion 3:41
5. Semaphore 11:43
6. Full of Somehow 9:02
7. Constant Between 7:28
8. In Other Terms 6:13
9. Over the Line 5:39

Die Kompositionen stammen von Mary Halvorson/Joe Morris.

## Rezeption
„Wenn ich mir dieses Album anhöre, kann ich nicht umhin, an das klassische Treffen von Sonny Rollins und Coleman Hawkins zu denken, bei dem zwei Titanen desselben Instruments über verschiedene Generationen hinweg gegenseitige Zuneigung und Respekt durch stilistischen Kontrast und spielerisches Turnier zeigten“, schrieb Taylor Ho Bynum in den Liner Notes des Albums. „Oder ich erschaffe eine Fiktion, in der Django Reinhardt und Freddie Green sich in einem entfernten Hotel begegnen, eines Nachts lange aufbleiben und sich gegenseitig zu neuen Ideen treiben.“
Nach Ansicht von John Sharpe (All About Jazz) würden die beiden Protagonisten die neun gemeinsamen Improvisationen in einem fast ständigen Dialog präsentieren. Wie immer bei solchen Bemühungen sei der Scheinwerfer ständig in Bewegung, da der Einsatz zwischen den Spielern hin- und herwechsele. Obwohl Melodien und feste Tempi fehlen, sei das Endergebnis weniger dissonant, als vielleicht erwartet würde. Tatsächlich würden beide in puncto Dynamik so sehr übereinstimmen, dass ein wenig mehr Temperament nicht geschadet hätte.
Halvorson und Morris würden auf Traversing Orbits einen stürmischen Sturm anschleichender Single-Note-Läufe herauf beschwören und böten eine Reihe starker Duette, eine Chance für das Duo, ihre ähnlichen Stile zu herauszustellen, meinte Dave Cantor im Down Beat. Neben dem Gitarristen Tashi Dorji gebe es vielleicht keinen geeigneteren Partner für Halvorson, wenn sie und Morris sich durch Musik improvisieren, die kaskadiere und wackle, hüpfe und ruckle. Die Improvisationen würden jedoch nie ziellos wirken, jeder der beiden Interpreten zeige eine lockere Beherrschung seines Instruments. Das einzige Manko (oder vielleicht eine der stärksten Empfehlungen für die Aufnahme) bestehe darin, nicht in der Lage zu sein, zu jedem Zeitpunkt vollständig herauszufinden, wer wer ist.